# Helen O’Connell (Sängerin)
Helen O’Connell (* 23. Mai 1920 in Lima, Ohio; † 9. September 1993 in San Diego, Kalifornien) war eine US-amerikanische Sängerin und Schauspielerin.

## Leben und Wirken
Sie begann ihre Karriere in Austin Wylies Territory Band, die in Cleveland spielte; sie trat dann 1939 der Jimmy Dorsey Band bei, nachdem Dorsey die Sängerin Ella Mae Morse gefeuert hatte, und sang mit der Band im Duett mit Bob Eberle in den 1940er Jahren die großen Erfolgstitel Green Eyes, Amapola und Tangerine, alle zu lateinamerikanischen Melodien.
1943 heiratete sie zum ersten (von insgesamt vier) Mal und gab das Singen bis zu ihrer Scheidung auf. Danach begann sie 1951 eine Solokarriere (Zing a Little Zong). Sie starb 1993 an Krebs und wurde auf dem Friedhof „Holy Cross Cemetery“ in Culver City, Kalifornien beerdigt.